# Gaià
Gaià – gmina w Hiszpanii, w prowincji Barcelona, w Katalonii, o powierzchni 39,6 km². W 2011 roku gmina liczyła 167 mieszkańców.